# Калинин, Юрий Тихонович
Юрий Тихонович Калинин (род. 17 сентября 1938, с. Валуево, Завитинский район, Хабаровский край, РСФСР, СССР) — советский и российский учёный, известный работами в области молекулярной биологии, генной инженерии и генетике. С 1975 по 1991 годы возглавлял научно-производственное объединение «Биопрепарат».

## Работы
Юрий Тихонович Калинин — автор более 200 научных трудов, в том числе более 70 изобретений и 3 монографий. Ниже перечислены наиболее важные работы:
- Способ получения рекомбинантного человеческого эритропоэтина (1998).
- Способ получения рекомбинантного фактора некроза опухолей (2000).
- Рекомбинантная плазмидная ДНК, кодирующая гибридный полипептид, содержащий проинсулин человека, и штамм бактерии — продуцент гибридного полипептида, содержащего проинсулин человека (1999).
- Иммуномодулирующий препарат «Беталейкин» (1999).

## Награды и премии
- Орден «Знак Почёта» (1976).
- Орден Трудового Красного Знамени (1981).
- Ленинская премия (1985).
- Премия Правительства Российской Федерации в области науки и техники (2001).
- Почётное звание «Заслуженный деятель науки РСФСР» (1988).
- Звезда В. И. Вернадского I степени (1999).
- Премия имени академика РАМН И. Н. Блохиной (2000).